# جورجیا کامپاناله
جورجیا کامپاناله (انگلیسی: Georgia Campagnale؛ زادهٔ ۹ دسامبر ۱۹۹۶) بازیکن فوتبال اهل استرالیا است.